# Pterolophia variolosa
Pterolophia variolosa är en skalbaggsart som beskrevs av Hermann Julius Kolbe 1894. Pterolophia variolosa ingår i släktet Pterolophia och familjen långhorningar.
Artens utbredningsområde är Kenya. Inga underarter finns listade i Catalogue of Life.